# Astylosternus laurenti
Astylosternus laurenti – gatunek płaza bezogonowego z rodziny artroleptowatych (Arthroleptidae). Endemit Kamerunu, zagrożony wyginięciem.

## Występowanie
Jak wiele innych przedstawicieli rodziny artroleptowatych, A. laurenti jest gatunkiem endemicznym – występuje jedynie w zachodnim Kamerunie, od Parku Narodowego Korup po południowe Rumpi Hills, górę Manengouba i Bamileke Plateau. Nie można wykluczyć, że jego zasięg występowania jest nieco szerszy.
Płaz ten zamieszkuje wysokości od 400 do 850 m n.p.m. Zasiedla wolno płynące rzeki i strumienie oraz ich okolice w nizinnych i pagórkowatych lasach tropikalnych, zwłaszcza w terenach o intensywnych opadach deszczu. Przebywa też w gęstych lasach wtórnych.

## Rozmnażanie
Samce nawołują samice ze skał w bliskości wody lub z samej wody.

## Status
W Czerwonej księdze gatunków zagrożonych IUCN płaz ten od 2004 roku klasyfikowany jest jako gatunek zagrożony (EN, ang. Endangered).
Choć jest pospolity, gatunek zmniejsza swą liczebność.
Zagrożenie stanowią osadnictwo, rozwój rolnictwa i pozyskiwanie drewna przyczyniające się do utraty i degradacji siedlisk tego zwierzęcia.